# Liaison sans fil à faible consommation énergétique
Les liaisons sans fil à faible consommation énergétique sont de plus en plus utilisées afin de faire fonctionner des équipements connectés ou des réseaux de capteurs. 
De manière générale, une connexion sans fil est recherchée par commodité (plus besoin de connexion physique), par économie (coût du lien physique) mais également pour s'affranchir des contraintes physiques (implantation dans des milieux dangereux, dans des lieux difficiles d'accès, au sein du corps humain...). 
En revanche, les liaisons non filaires ont le désavantage d'être consommatrices en énergie afin de pouvoir transmettre l'information. 
Avec l'essor d'équipements de plus en plus miniaturisés et/ou difficilement rechargeables, il est nécessaire de réduire la consommation énergétique et donc le coût énergétique de ces liaisons qui vont devenir de plus en plus usitées.
Plusieurs méthodes au travers des différentes couches du modèle OSI existent afin de diminuer la consommation énergétique de ces liaisons, voire pour les rendre complètement autonomes d'un point de vue énergétique.

## Liaison sans fil et consommation
Au sein d'une liaison de données sans fil, la plus grande problématique est la gestion de l'énergie.
En effet, il faut pouvoir alimenter les équipements et transmettre l'information tout en minimisant la consommation énergétique au maximum. Mais ces équipements sont de plus en plus miniaturisés et souvent difficilement accessibles, la source d'énergie ne peut parfois pas être remplacée ou difficilement rechargée en fonction de son implantation (capteurs implantés dans le corps humain par exemple) ou bien encore la taille de l'équipement ne permet pas de stocker une grande quantité d'énergie.
En fonction des usages, la durée de vie des équipements ou les besoins en énergie peuvent énormément varier, par exemple pour les réseaux de capteurs, dans la plupart des scénarios la durée de vie prévue va de 2 à 5 ans, ce qui nécessite une limitation drastique de la consommation énergétique de ceux-ci.
Ainsi l'utilisation du médium physique voire les matériaux utilisés dans la conception des équipements ou le type de batterie utilisé peuvent avoir un impact plus ou moins important sur la consommation, il en est de même pour les protocoles utilisés dans la gestion de la transmission à différents niveaux de la pile protocolaire du modèle OSI. Par ailleurs, la topologie et l'architecture choisies peuvent également influencer sur la consommation,,.
Il est donc nécessaire de trouver des moyens de faire baisser la consommation énergétique à tous les niveaux, tout en considérant le problème dans son ensemble. 
Il faut ainsi faire en sorte de maintenir alimentés le plus longtemps possible les équipements tout en limitant leur consommation et donc leur empreinte écologique.
En effet, de plus en plus d'équipements sans fil à faible coût et de haute qualité voient le jour sur le marché; leurs usages, applications et leurs besoins en connectivité sans fil et à faible consommation vont donc augmenter. Les réseaux sans fil représenteront 90 % de la consommation énergétique dans le cloud computing d'ici 2015 (contre 9 % pour les centres de traitement). Ainsi les NTIC représentent à elles-seules 10 % de la consommation électrique mondiale; un smartphone, par exemple, consommant plus d'énergie qu'un réfrigérateur.

## Exemples d'usages
Domaine médical
L'utilisation des liaisons de données sans fil à faible consommation énergétique est devenue essentielle dans le domaine médical 
En effet, l'augmentation des coûts de santé et l'augmentation de l'espérance de vie dans les pays développés conduit à innover dans le domaine de la santé, une de ces innovations consiste à surveiller en temps réel les patients, ou bien encore les stocks de produits sanguins labiles (sang, plasmas, plaquettes) au moyen de capteurs connectés.
Domaine du sport
Dans le domaine du sport, les réseaux sans fil à faible consommation sont utilisés pour mesurer en temps réel les performances et l’activité des sportifs, par exemple en utilisant un bracelet, un t-shirt ou une montre, connectés,. Les différents capteurs permettent la lecture de la fréquence cardiaque, l’analyse des mouvements, les variations de température, la respiration et la localisation géographique via GPS.
Domaine de la domotique

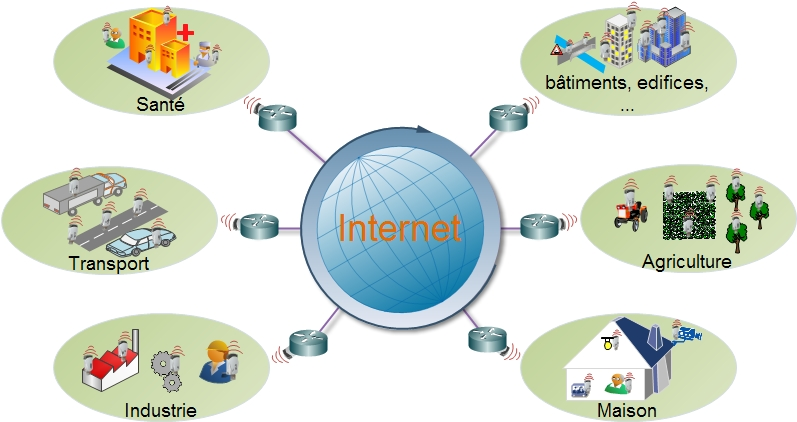
Exemples d'usages

L'utilisation des réseaux sans fil à faible consommation est recherchée avec l'essor des objets connectés, de la commande à distance et de la domotique.
Ainsi la télésurveillance, la commande à distance d'équipements (alarmes, détecteurs de fumée, stores roulants, machine à laver, interrupteurs...), la commande des lumières ou des thermostats d'une maison peuvent être effectuées très simplement en utilisant ce type de liaisons via une simple tablette ou un smartphone par exemple ,,.
Domaine commercial et industriel
De plus en plus, la gestion des stocks, la récupération d'informations provenant de machines industrielles ou d'équipements ainsi que leur télésurveillance sont gérés de manière non filaire (température, humidité, anomalies...), ou bien encore pour pouvoir communiquer entre différents bâtiments en créant un mini réseau local type NAN ou Neighborhood Area Network,.
Dans le domaine de l'agriculture, il est par exemple possible d'obtenir des informations précises sur les cultures (conditions des sols, température, teneur en pesticides...).
Dans les transports, les réseaux de capteurs sans fil peuvent servir pour transmettre les informations sur la trajectoire ou la vitesse des véhicules.
Domaine de la sécurité et de la Défense
Des capteurs sont également utilisés dans le cadre de la surveillance des volcans, des activités sismiques et des fonds marins par exemple.
Dans le cadre des activités militaires, ce type de réseaux est également prisé afin de suivre et surveiller les fonctions vitales des soldats, leurs positions ou suivre le déploiement des équipes mais également de transmettre des informations détaillées sur les risques sur le terrain, fournir un système à vision nocturne ou audio 3D pour permettre la détection des bruits environnants.
Domaine des télécommunications et de l'électronique
Les liaisons sans fil à faible consommation trouvent aussi leur utilité dans le M-Commerce (commerce mobile), les services, les interactions des objets que l'on appelle souvent « Internet des objets »... mais aussi dans l'électronique grand public pour le pilotage et le contrôle à distance des TV, lecteurs de DVD ou des ordinateurs et périphériques : souris, clavier, joystick...

## Économies d'énergie possibles

### Couche physique
La couche physique est responsable de la sélection de fréquence, la génération de la fréquence porteuse, la détection du signal, la modulation/démodulation et le chiffrement/dechiffrement des informations.
La consommation d’énergie au niveau de la couche physique peut être affectée par l’environnement de l’application, le choix du type de la modulation ou la bande de fréquence utilisée.
Il est avantageux en matière d’économie d’énergie que le concepteur de la couche physique choisisse une transmission à multi-sauts plutôt qu’une transmission directe qui nécessite une puissance de transmission très élevée.
En effet, le type de modulation choisie a un impact sur la consommation énergétique. Les liaisons à faible consommation sont de petite portée et nécessitent de ce fait moins de débit et moins d'énergie, l'utilisation de modulations par changement de phase PSK ou modulations par déplacement de fréquence FSK va dans ce sens, contrairement aux modulations de type OFDM utilisés dans les réseaux de longue portée et débit plus élevé tels que les réseaux téléphonie mobile ou Wi-Fi.
De même, le choix de l'étalement de spectre, exemple CSS ou DSSS, peuvent avoir un impact sur la consommation énergétique.
D'autres paramètres sont à prendre en compte, les contraintes réglementaires d'utilisation du spectre radio dans chaque pays, de ce fait différentes options sont proposées au sein des normes afin de pouvoir s'adapter à ces contraintes réglementaires tout en limitant la consommation énergétique.
De plus, l'optimisation du temps de transmission et de la taille de la constellation minimisent la consommation énergétique au niveau de la couche physique.
Il faut donc trouver les moyens de réduire la consommation énergétique tout en respectant les contraintes physiques et réglementaires. Deux normes en particulier proposent des structures dédiées aux liaisons sans fil à faible consommation énergétique: IEEE 802.15.4 pour les réseaux personnels sans fil WPAN et IEEE 802.15.6 plus axée sur les réseaux dédiés au corps humain de type BAN, néanmoins d'autres protocoles propriétaires existent.

#### IEEE 802.15.4
La norme IEEE 802.15.4 est spécifiquement dédiée aux réseaux sans fil personnels à bas débit et faible consommation, les WPAN.  
À la fin des années 1990, plusieurs technologies sans fil existent, notamment Wi-Fi (IEEE 802.11) et Bluetooth (IEEE 802.15.1) mais celles-ci comportent des faiblesses, principalement au niveau de l'autonomie énergétique.
C'est là que naît la ZigBee Alliance qui souhaite développer une technologie à faible coût énergétique, ZigBee. En 2001, l'IEEE entame des travaux pour proposer un ensemble, « couche physique PHY et couche liaison de données » et plus particulièrement la sous-couche MAC, adapté à des communications « faible distance / faible débit / faible consommation énergétique ». La première version de la norme IEEE 802.15.4 est ratifiée deux ans plus tard, en mai 2003.  
IEEE 802.15.4 est donc une norme radio sans fil à bas débit et à courte portée de type LP-WPAN. Elle se caractérise par une portée comprise entre quelques mètres et quelques centaines de mètres et un débit inférieur à 250 kbit/s. Elle est optimisée pour une très faible utilisation du médium, par exemple 0,1 % du temps. Le reste du temps, le module ZigBee se met en veille pour économiser son énergie. Pendant cette veille, il ne peut ni émettre, ni recevoir de données. Conçu pour interconnecter des petits équipements autonomes tels que des capteurs qui se réveillent périodiquement ou sur événement local, un émetteur-récepteur ZigBee alimenté par des piles classiques peut avoir une autonomie de quelques semaines à quelques mois voire quelques années, en fonction du profil de trafic généré sur l'onde radio.
Deux différents types d'équipements sont définis par IEEE 802.15.4: les entités complètes FFD, c'est-à-dire possédant toutes les fonctions, et les équipements avec fonctions limitées RFD, un FFD peut parler à un autre FFD ou RFD mais un RFD ne peut communiquer que via un FFD. 
ZigBee, 6LoWPAN Wireless, le protocole propriétaire WiMi et SimpliciTI sont des évolutions de IEEE 802.15.4, ils proposent, en sus des optimisations IEEE des couches PHY et MAC, des évolutions propres pour les couches supérieures.
| Bande (MHz) | Modulation | Étalement | Débit (bit/s)                    | Norme               |
| ----------- | ---------- | --------- | -------------------------------- | ------------------- |
| 868/915     | BPSK       | DSSS      | 20 k à 868 MHz / 40k à 915 MHz   | IEEE 802.15.4-2003  |
| 2400        | OQPSK      | DSSS      | 250k                             | IEEE 802.15.4-2003  |
| 868/915     | BPSK       | DSSS      | 20 k à 868 MHz / 40k à 915 MHz   | IEEE 802.15.4-2006  |
| 868/915     | OQPSK      | DSSS      | 100 k à 868 MHz / 250k à 915 MHz | IEEE 802.15.4-2006  |
| 868/915     | BPSK/ASK   | PSSS      | 250 k                            | IEEE 802.15.4-2006  |
| 2400        | OQPSK      | DSSS      | 250 k                            | IEEE 802.15.4-2006  |
| 2400        | DQPSK      | CSSS      | 1 M                              | IEEE 802.15.4a-2007 |
| 250-750     | UWB        | UWB       | 110 k à 850 k                    | IEEE 802.15.4a-2007 |
| 3244-4742   | UWB        | UWB       | 110 k à 850 k                    | IEEE 802.15.4a-2007 |
| 5944-10234  | UWB        | UWB       | 110 k à 850 k                    | IEEE 802.15.4a-2007 |
| 780         | OQPSK      | -         | 250 k                            | IEEE 802.15.4c-2009 |
| 780         | MPSK       | -         | 250 k                            | IEEE 802.15.4c-2009 |
| 950         | GFSK       | -         | 100 k                            | IEEE 802.15.4d-2009 |
| 950         | BPSK       | DSSS      | 20 k                             | IEEE 802.15.4d-2009 |

ZigBee peut fonctionner sur trois bandes de fréquences différentes : 868 MHz pour la région Europe, 915 MHz pour l'Amérique du Nord, et 2,4 GHz pour une couverture mondiale. La norme prévoit deux couches physiques différentes PHY, une pour le 868/915 MHz (PHY868/915) et une seconde pour le 2,4 GHz (PHY2450).
La norme IEEE 802.15.4-2003 ratifiée en 2003 a été remplacée par une nouvelle norme  le 7 juin 2006, IEEE 802.15.4-2006, qui elle-même a fait l'objet de 3 amendements.
Ainsi, IEEE 802.15.4-2006 propose de nombreux correctifs et de nouvelles fonctionnalités. Alors que la norme originelle de 2003 se composait de deux couches physiques, l'une fonctionnant sur la bande des 868/915 MHz (avec des débits théoriques respectivement de 20 et 40 kbit/s) et l'autre sur la bande des 2,4 GHz (avec un débit théorique de 250 kbit/s), la norme de 2006 contient plusieurs nouveautés comme :
- l'augmentation des débits sur la bande des 868/915 MHz, pour la modulation par changement de phase à quadrature orthogonale OQPSK[note 15] passant respectivement à 100 et 250 kbit/s[26];
- la définition de quatre couches physiques différentes. Trois d'entre elles continuent d'utiliser l'étalement de spectre par séquence directe DSSS[note 7] avec la modulation par changement de phase BPSK[note 14] ou OQPSK[note 15] sur la bande 868/915 MHz, et OQPSK[note 15] sur la bande des 2,4 GHz mais une quatrième, dédiée à la bande 868/915 MHz, utilise désormais un étalement de spectre par séquences parallélisées PSSS[note 17];

IEEE 802.15.4a-2007 est un amendement de la norme IEEE 802.15.4a-2006 qui spécifie deux nouvelles couches physiques PHY, avec de nouvelles technologies de modulation qui constituent un changement radical puisque l'une est basée sur l'hyper étalement de spectre UWB, l'autre sur l'étalement de spectre par gazouillis CSS,,.
En avril 2009, deux amendements supplémentaires voient le jour, IEEE 802.15.4c (pour la Chine) et IEEE 802.15.4d (pour le Japon). 
En 2011, une nouvelle révision de la norme est faite avec IEEE 802.15.4-2011 qui regroupe en un seul document le document original de 2006 et les révisions  de 2007 et de 2009 ainsi que leurs amendements respectifs, il fait lui-même l'objet de 7 amendements pour des applications spécifiques:
- IEEE 802.15.4e-2012 pour la sous-couche MAC[44];
- IEEE 802.15.4f-2012 pour la RFID[note 22],[45];
- IEEE 802.15.4g-2012 pour les outils de mesure intelligents[46];
- IEEE 802.15.4j-2013 pour l'extension de la couche physique pour les réseaux corporels médicaux  MBAN[note 23],[47];
- IEEE 802.15.4k-2013 pour les infrastructures critiques contrôlant le réseau[48];
- IEEE 802.15.4m-2014 pour l'espace entre les fréquences 54 MHz et 862 MHz[49];
- IEEE 802.15.4p-2014 pour le contrôle des communications et du Rail - RCC[note 24],[50].

Toutefois, la version de 2011 et ses amendements ne sont pas des modifications techniques mais plutôt éditoriales.
Au total, 27 canaux (numérotés de 0 à 26) sont répartis sur trois bandes. Cette diversité d'utilisation du spectre radiofréquence permet à la technologie de répondre aux nombreuses réglementations et d'être utilisable sur toutes les régions du globe mais aussi de s'adapter aux environnements pollués (fours à micro-onde, appareils RF, Wi-Fi, Bluetooth...). Actuellement, les premiers produits disponibles utilisent majoritairement la bande PHY2450.
IEEE 802.15.4 prévoit une portée classique de quelques dizaines de mètres. La puissance maximale émise par un module IEEE 802.15.4 ou ZigBee n'est pas définie par la norme; celle-ci est laissée d'une part à l'appréciation de l'autorité de régulation de la zone où est effectuée la transmission, et d'autre part au constructeur pour des questions évidentes d'autonomie énergétique du système dans lequel il est implanté. Néanmoins, la puissance typique recommandée est de 1 mW, soit 0 dBm et la sensibilité du récepteur doit être meilleure que − 85 dBm à 2,4 GHz (pour un taux d'erreur paquet inférieur à 1 %).

#### IEEE 802.15.6
Les enjeux liés à la santé et aux réseaux de capteurs corporels WBAN font que ce domaine fait l'objet d'une norme à part.
Ainsi en 2007, IEEE 802 débute les spécifications du WBAN. Le standard IEEE 802.15.6 est publié en février 2012. Cette norme définit les couches physique et de liaison (MAC) du modèle OSI  pour les réseaux WBAN proprement dits.
Trois couches physiques sont identifiées:
- La couche physique à bande étroite NB[note 27];
- La couche physique à bande ultralarge UWB[note 19];
- La couche physique de la communication corps humain HBC[note 28].

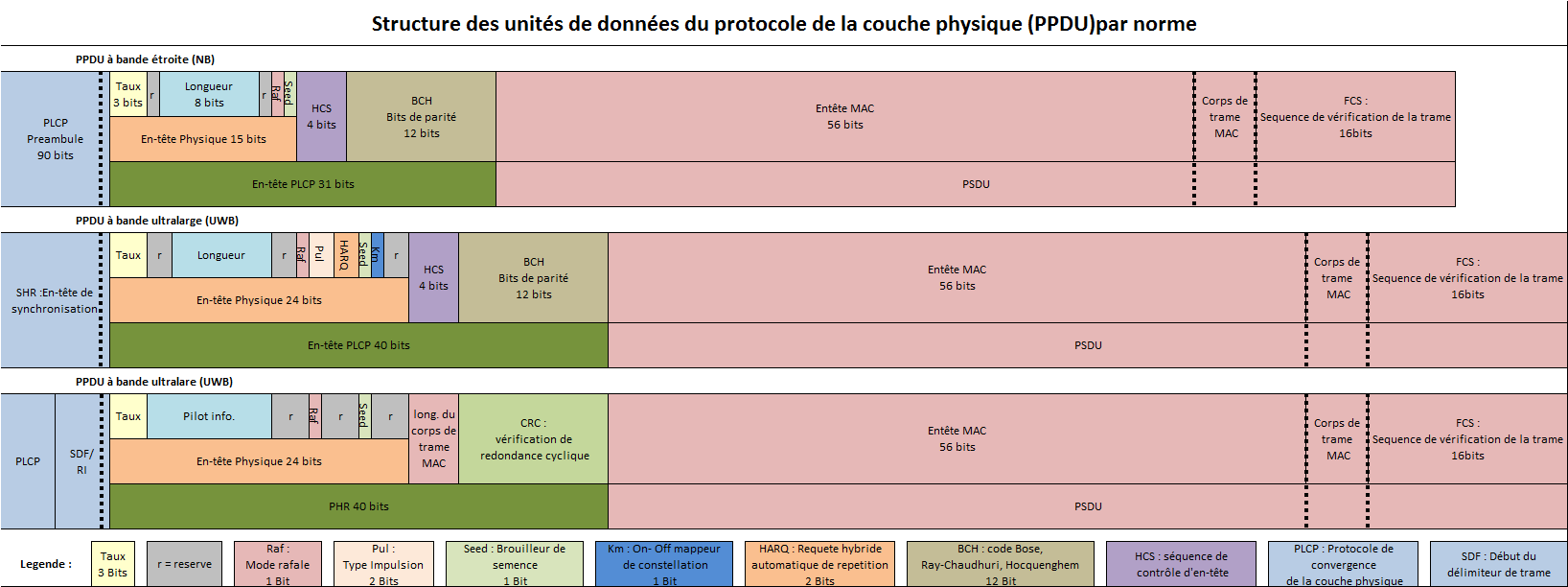
Structure des PPDU par norme.

La couche physique à bande étroite NB
la  couche NB est dédiée à la communication des capteurs placés sur le corps humain ou implantés. Elle porte sur l'activation et la désactivation de l'émetteur-récepteur radio, l'évaluation du canal libre CCA et la transmission/réception de données.
Deux cent trente canaux ont été définis dans sept bandes de fréquences de fonctionnement:
- 402~405 MHz (10 canaux);
- 420~450 MHz (12 canaux);
- 863~870 MHz (14 canaux);
- 902~928 MHz (60 canaux);
- 950~958 MHz (16 canaux);
- 2360~2 400 MHz (39 canaux);
- 2400~2 483,5 MHz (79 canaux).

La couche physique à bande ultralarge UWBla couche UWB offre des possibilités de haute performance, de faible complexité et de fonctionnement à basse consommation d'énergie. Il y a deux différents types de technologies UWB,:
- L'impulsion radio UWB (IR-UWB)[58];
- La modulation de fréquence à large bande (FM-UWB/IR-UWB)[58].

La spécification définit deux modes de fonctionnement : le mode par défaut et de haute qualité de service, QoS.
La fréquence est de 499.2 MHz avec onze canaux  définis:
- 3 494,4 MHz;
- 3 993,6 MHz;
- 4 492,8 MHz;
- 6 489,6 MHz;
- 6 988,8 MHz;
- 7 488,0 MHz;
- 7 987,2 MHz;
- 8 486,4 MHz;
- 8 985,6 MHz;
- 9 484,8 MHz;
- 9 984,0 MHz.

La Couche Physique de communication au sein du corps humain HBC,la couche HBC est parfois appelée communication par champ électrique EFC. Ses transmetteurs, exclusivement numériques, n'ont qu'une électrode. Ils n'ont pas d'antenne  ni de module de radiofréquence. Ils sont donc faciles à transporter et apportent une consommation énergétique faible.
La fréquence est centrée sur 21 MHz uniquement.
À noter que Wireless Hart, ISA100 sont des réseaux qui se basent sur la norme IEEE 802.15.6, ils proposent, en sus des certaines spécifications propres.

#### Bluetooth Low Energy
BLuetooth Low Energy (LEE) est une évolution de Bluetooth (IEEE 802.15.1), aussi nommé Bluetooth 4.0 ou Bluetooth Smart (officiellement Bluetooth Low End Extension (LEE), connue également sous la marque commerciale Wibree). Il a été introduit en 2004 par Nokia, sous forme d'un standard ouvert basé sur Bluetooth qu'il complète sans le remplacer.
Bluetooth Low Energy utilise l'étalement de spectre par saut de fréquence FHSS pour avoir accès au canal partagé. Cependant, le nombre de canaux RF est de 43 et la largeur de bande de 2 MHz pour BLE alors qu'il y a 79 canaux RF et une largeur de bande de 1 MHz dans la norme Bluetooth classique.
Bluetooth Low Energy fut conçu à l'origine pour connecter des petits équipements avec des terminaux mobiles mais il s'avère être également un choix idéal pour les applications de monitoring dans le domaine de la santé. 
Comparé à Bluetooth, Bluetooth Low Energy permet un débit du même ordre de grandeur (1 Mb/s) pour une consommation d'énergie 10 à 20 fois moindre. Cela permettra d'intégrer cette technique dans de nouveaux types d'équipements : montres, appareils de surveillance médicale ou capteurs pour sportifs.
La dernière norme à ce jour du standard est Bluetooth 4.1 qui regroupe Wibree et Bluetooth au sein de l'Ultra Low Power Bluetooth ou ULP Bluetooth,.
La modulation est de type GMSK,.
Bluetooth Low Energy fonctionne dans la bande de fréquence ISM 2,4 GHz, avec des sauts de fréquence sur 40 canaux en utilisant la modulation GFSK pour atteindre un débit de données de 1 Mbit/s. Bluetooth Low Energy utilise deux schémas d'accès aux données : l'accès multiple par répartition en fréquence FDMA et l'accès multiple à répartition dans le temps TDMA,.
Dans le schéma FDMA, les équipements Bluetooth Low Energy effectuent des sauts entre 40 canaux physiques séparés par 2 MHz, dont 3 sont utilisés en tant que canaux d'annonce et 37 pour les canaux de données. Dans le schéma TDMA, un dispositif transmet un paquet à un moment prédéterminé et le dispositif de balayage répond avec un autre paquet après un intervalle prédéterminé. Les données sont transmises entre les dispositifs Bluetooth Low Energy durant deux unités temporelles appelées événements : événements d'annonce et événements de connexion.
Les canaux d'annonce permettent la détection des dispositifs situés à proximité. Un annonceur envoie des paquets indiquant qu'il a des données à communiquer. Un dispositif de balayage peut ensuite demander au dispositif d'annonce d'envoyer un autre paquet d'annonce, activant la communication sur ce canal d'annonce seulement, ou plus souvent, il exigera la configuration d'une liaison de communication bidirectionnelle.
Lorsqu'une connexion est demandée, ces mêmes canaux d'annonce servent à connecter les dispositifs, qui utiliseront ensuite les canaux de données pour la communication. Lors de la connexion, le dispositif initiateur définit le canal et le moment de l'échange de données, ayant estimé la latence des communications avec le dispositif esclave ou d'annonce, qui peut ensuite demander un changement de ces paramètres afin d'optimiser la consommation énergétique. Une fois la connexion établie, le scanneur devient un dispositif maître et l'annonceur devient un dispositif esclave. Le saut de fréquences est initié, et des paquets de données sont échangés durant les événements de connexion sur chaque fréquence. La maître initie chaque événement de connexion, même si soit le maître soit l'esclave peuvent mettre fin à la communication à tout moment.
L'une des manières dont Bluetooth Low Energy parvient à réduire la consommation d'énergie est d'activer la radio pour de brèves périodes seulement. Les radios Bluetooth Low Energy doivent seulement balayer trois canaux d'annonce pour rechercher d'autres dispositifs, ce qu'elles peuvent faire en 0,6 à 1,2 ms, tandis que les radios classiques Bluetooth doivent balayer 32 canaux en permanence, ce qui nécessite 22,5 ms à chaque fois. C'est cette astuce qui permet aux dispositifs Bluetooth Low Energy de consommer 10 à 20 fois moins d'énergie que les dispositifs classiques Bluetooth.

#### LoRaWan
LoRaWan est un protocole de réseau longue portée à bas débit et basse consommation qui peut être déployé soit sur des réseaux privés, soit sur des réseaux publics gérés par des opérateurs. C'est un exemple typique de LPWAN.

#### Rubee
RuBee (en) est un protocole de réseau bidirectionnel, à la demande, peer-to-peer qui utilise le  mode d'émetteur-récepteur de longueur d'onde 450 kHz. Ce protocole peut supporter un réseau de plusieurs milliers de tags situés à une distance de 3 à 15 mètres, l'autonomie de la batterie peut aller jusqu'à 10 ans. Les sociétés comme IBM, Sony, Panasonic, Motorola et NCR Corporation mettent en avant RuBee pour sa capacité à fonctionner dans des environnements difficiles où ZigBee ou RFID sont plus limités, typiquement à travers l'eau et le métal,.  
L'IEEE a approuvé la norme de projet P1902.1 le 11 février 2009.
Rubee est souvent confondu avec la technologie RFID mais à l'inverse de RFID, il utilise les ondes magnétiques et non les ondes radio.
Les communications entre les périphériques maîtres (contrôleurs) et esclaves se font en champ proche, de manière inductive dans les deux directions, la fréquence de la porteuse est 131,072 Hz. La fréquence d'horloge de données (un bit de données par cycle d'horloge) est 1 024 Hz, utilise soit la modulation ASK soit la modulation BPSK avec des changements de phase de 0 ou 180 degrés. Les périphériques de contrôle doivent supporter les deux méthodes de modulation tant pour la transmission que pour la réception. Les périphériques esclaves peuvent supporter l'une ou l'autre (voire les deux) des méthodes de modulation pour la transmission et la réception.
La portée peut aller de quelques centimètres à une quinzaine de mètres.

#### Z-Wave

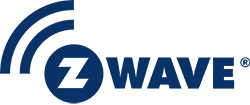
Logo Z-Wave

Z-wave est un protocole sans fil de réseau développé par ZenSys et promu par l'Alliance Z-Wave.
Il est défini par la norme ITU-T G.9959.
Il opère sur les fréquences 908,42 MHz ou 868,42 MHz. C'est une technologie sans fil à faible consommation conçue spécifiquement pour l'automatisation des environnements commerciaux résidentiels et légers. Il utilise la modulation par déplacement de fréquence FSK.
Z-Wave supporte uniquement l'adressage 8 bits.
La portée est de 30 m avec un débit de 40 kbit/s maximum pour un réseau de 232 nœuds.

#### Insteon
Insteon (en) est un protocole de communication sans fil, de type maillé (mesh), utilisé dans le cadre de la domotique (lampes, interrupteurs, thermostat essentiellement).
Insteon a été conçu et breveté par Smartlabs. Les fréquences utilisées sont 915,00 MHz en Amérique du Nord, 869,85 MHz en Europe et 921,00 MHz en Australie, le type de modulation utilisé est la modulation par déplacement de fréquence FSK.
La portée est de 45 m, le nombre d'identifiants uniques est de 224 (soit 16 777 216), les équipements pouvant être regroupés par groupe de 256.

#### ANT/ANT+
ANT est un protocole de communication propriétaire sans fil à faible consommation, conçu et commercialisé par Dynastream Innovations Inc, filiale du fabricant de GPS Garmin
ANT/ANT+ est par exemple implémenté dans certains modèles de chaussures Nike pour collecter et transmettre les données vers les équipements Ipod d'Apple ou bien encore existent nativement dans certains téléphones Android et permettre l'utilisation de services Google Play tels que ANT radio service ou ANT+ Plugins pour gérer la communication avec des périphériques (bracelets connectés, montres).
ANT communique sur la plage de fréquence 2 400 MHz-2 524 MHz, ANT+ sur la fréquence 2 457 MHz.

#### DASH7
DASH7 est une technologie réseau sans fil à faible consommation basée sur le standard ISO 18000-7.
Elle utilise les fréquences RF 433,92 MHz avec un débit allant jusqu'à 20 kbit/s. La modulation utilisée est de type 2-GFSK.
La portée peut être adaptée de 100 m à 10 km avec un débit ajustable dynamiquement,,.

#### Enocean
Enocean est une technologie pour réseaux de capteurs sans fil qui fonctionne sur la fréquence 868 MHz en Europe et 315 MHz en Amérique du Nord. 
Un interrupteur Enocean utilise des cristaux piézo-électriques pour communiquer avec le réseau électrique par voie hertzienne, l’énergie fournie par la pression mécanique actionne l’interrupteur et génère le peu de courant nécessaire pour envoyer l'information à la centrale.
L'utilisation de ces modules avec système de collecte d'énergie réduit considérablement le coût du cycle de vie du produit.
Enocean fait l'objet d'une norme ISO/CEI 14543-3-10. Il s’agit de la première et unique norme radio pour les applications radio ultra basse consommation et solutions à récolte d’énergie (Energy Harvesting, voir section Systèmes avec Collecte d'énergie).
La portée peut aller de 30 m à l'intérieur des bâtiments jusqu'à 300 m en extérieur. La portée peut être améliorée par des répéteurs.

### Couche liaison: sous-couche MAC
De manière générale, le rôle de la sous-couche MAC est principalement de:
- reconnaître et délimiter les débuts et fins de trames reçus de la couche physique;
- assurer l’adressage des stations de destination (aussi bien pour les stations seules que les groupes de station);
- détecter les erreurs de transmission, par exemple à l'aide d'une somme de contrôle (checksum) insérée par l'émetteur et vérifiée par le récepteur;
- insérer les adresses MAC[note 11] de source et de destination dans chaque trame transmise;
- filtrer les trames reçues en ne gardant que celles qui lui sont destinées, en vérifiant leur adresse MAC[note 11] de destination;
- contrôler l'accès au média physique lorsque celui-ci est partagé.

Dans les réseaux sans fil, une grande part de la gestion de l'énergie lui est donc dévolue, de ce fait bon nombre d'optimisations sont possibles à ce niveau.

#### IEEE 802.15.4
De façon très similaire au modèle défini par le groupe 802 de l'IEEE, le niveau liaison de IEEE 802.15.4 (niveau 2 OSI) comprend une sous-couche d'accès au médium MAC et une sous-couche de convergence SSCS.
La sous-couche MAC assure l’accès au support de transmission, la fiabilité de transmission, le contrôle de flux, la détection d’erreur et la retransmission des trames.
Puisque les nœuds partagent le même médium de transmission, la sous-couche MAC joue un rôle important pour la coordination entre les nœuds et dans la gestion de l'énergie.
Selon les besoins de l'application, la norme IEEE 802.15.4 prévoit deux topologies : étoile (star) ou point à point (peer to peer). Le réseau formé est appelé PAN (Personal Area Network),.  Au-dessus de IEEE 802.15.4, la couche réseau de ZigBee permet la création de réseaux plus complexes comme les réseaux maillés (mesh) ou arborescents (tree) grâce à un routage automatique des paquets de niveau 3 (niveau réseau).
Topologie étoile

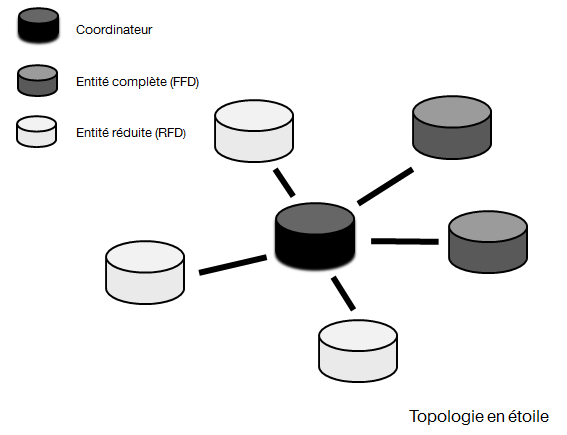
Topologie étoile ZigBee

Dans la topologie étoile, les entités RFD sont connectées à un nœud FFD central appelé coordinateur; dans cette topologie, tous les messages sont relayés par le coordinateur, comme dans un réseau Wi-Fi en mode infrastructure avec le point d'accès (borne Wi-Fi). Les communications directes entre entités RFD sont impossibles. Le rôle central du coordinateur implique de plus fortes dépenses énergétiques; un coordinateur devra donc généralement être pourvu d'une source d'alimentation (batteries, secteur...),.
Topologie point à point

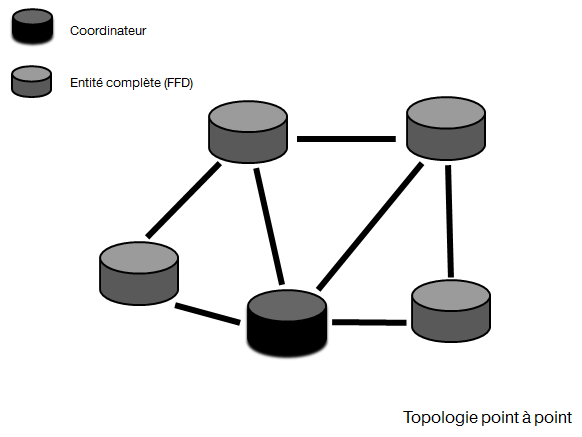
Topologie point à point ZigBee

Dans la topologie point à point (peer-to-peer en anglais), un FFD peut communiquer directement avec tout autre FFD à la condition qu'ils soient à portée radio l'un de l'autre. Dans cette topologie, on retrouve un coordinateur unique comme dans la topologie étoile. Son rôle est de tenir à jour une liste des participants au réseau et de distribuer des adresses,.
Topologies plus évoluéesAvec l'aide de la couche réseau et d'un algorithme de routage, il est possible d'élaborer des topologies plus complexes. La technologie ZigBee propose une couche réseau permettant de créer facilement de telles topologies grâce à des algorithmes de routage automatique comme le cluster tree (arborescence de cellules) ou les réseaux maillés mesh, (voir section Couche Réseau).
Ainsi, la sous-couche MAC gère les accès au médium radio et résout les problèmes d'accès concurrents. IEEE 802.15.4 propose deux modes pour l'accès au médium : un mode non coordonné, totalement CSMA/CA, et un mode coordonné (ou beacon mode), disponible uniquement dans une topologie étoile où le coordinateur de cette étoile envoie périodiquement des trames balises (beacon) pour synchroniser les nœuds du réseau:
Mode non coordonné, totalement CSMA/CADans le mode non coordonné, il n'y a pas d'émission de beacon donc pas de synchronisation entre les différents nœuds du réseau. Les nœuds voulant émettre des données doivent utiliser le protocole CSMA/CA « non slotté », c'est-à-dire que le début d'une émission se fait dès que le médium est détecté comme libre, sans attendre le début d'un éventuel slot (intervalle). Cependant, même si l'algorithme est dit « non slotté », il se base tout de même sur une unité temporelle discrète appelée période de backoff (temporisation) pour pouvoir retarder plus ou moins l'émission d'une trame et éviter les collisions.
Mode coordonné, ou baliséDans le mode coordonné, une ou plusieurs entités du réseau diffuse(nt) périodiquement des trames appelées balises, ou beacon. Tout membre du réseau qui entend cette balise peut utiliser la réception de cette trame pour se synchroniser avec son émetteur et se servir de lui comme relais. Ce mode de fonctionnement permet les meilleures performances sur le plan énergétique car une fois l'information transmise au relais, le nœud communicant peut somnoler. De plus, les messages en attente étant stockés dans la mémoire du relais, un nœud peut choisir de se réveiller selon ses besoins, et demander alors les données en attente. On parle alors de transfert de données indirect dans une topologie en étoile, car tout échange sur le réseau passe par le relais.

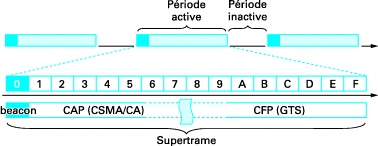
Supertrame IEEE 802.15.4

Notion de supertrame L'espace temporel entre deux trames balises est appelé supertrame. Une supertrame est toujours divisée en 16 slots temporels de durées égales appelées GTS (Guaranteed Time Slot), la trame balise occupe toujours le premier slot ; elle permet donc de diffuser la synchronisation pour tous les nœuds à portée radio, mais également l'identifiant du PAN et la structure dynamique de la présente supertrame, en fonction des demandes qui ont été faites par les nœuds membres de l'étoile,.
La sous-couche MAC IEEE 802.15.4 propose ainsi un fonctionnement cyclique avec deux paramètres macBeaconOrder (BO) et macSuperFrameOrder (SO), de manière qu'une consommation à faible puissance puisse être réalisée. En plus de la détermination du cycle d'utilisation, les paramètres BO et SO fournissent conjointement divers attributs à faible consommation pour un même cycle d'utilisation mais dans des environnements différents,.  
Les deux paramètres de la supertrame :
- BO (Beacon Order), qui fixe l'intervalle de temps entre l'envoi de deux messages beacon par le coordinateur[88];

- SO (Superframe Order), qui fixe la durée active de la supertrame[88].

L'organisation de l'accès au médium par supertrame permet les meilleures économies sur le plan énergétique. Les nœuds du réseau se réveillent juste avant le slot 0 et se mettent à l'écoute. À la réception du beacon, ils prennent connaissance de la structure de la supertrame qui débute : valeurs de BO et SO, présence de données en attente, etc. Si les nœuds n'ont pas de données ni à émettre, ni à recevoir, ils peuvent somnoler jusqu'au beacon suivant.
Notons que plus BO et SO sont faibles, plus la fréquence des supertrames est élevée, donc plus le réseau est réactif (latence faible). En revanche, plus la différence entre BO et SO est grande, meilleures sont les économies sur le plan énergétique. Il faudra donc trouver un compromis selon l'application.
Le mode coordonné de IEEE 802.15.4 propose deux méthodes d'accès au sein de la supertrame :
- Un mode avec contention avec lequel les accès se font de façon classique selon le protocole CSMA/CA[note 39] "slotté". Cependant, les trames balises sont toujours émises périodiquement en début de supertrame, pour assurer la synchronisation entre les entités du réseau. Ce mode d'accès au médium est toujours possible et une partie de la supertrame doit être systématiquement dédiée par le coordinateur aux accès se faisant dans ce mode. Cette partie de la supertrame est appelée CAP (Contention Access Period)[88],[89].

- Un mode sans contention, « contention free », optionnel, avec lequel les accès au médium sont maîtrisés par le coordinateur. Ce mode peut être utilisé par les nœuds qui en font la demande. Si la capacité du réseau le permet, le coordinateur pourra choisir d'honorer la demande du nœud en lui allouant un ou plusieurs slots dans la direction (émission ou réception) qui a été demandée. Les GTS sont toujours placés en fin de supertrame, dans les derniers slots. On appelle cette partie de la supertrame CFP (Contention Free Period). Dans cette période, l'accès au médium est donc organisé et réparti par le coordinateur et les collisions sont rendues plus rares[84],[89].

Ce mode sans contention rend possible une réservation de bande passante et peut offrir une certaine garantie sur le plan temporel. Pour ce faire, le coordinateur peut attribuer jusqu'à 7 GTS, alors qu'un GTS peut occuper un ou plusieurs des 16 slots que comporte la supertrame. Le début de la supertrame, via la CAP, reste toujours en accès libre par CSMA/CA pour permettre l'accès aux transports ne nécessitant pas ou peu de garantie de ne pas être bloqués par un nombre trop important de GTS. Les demandes de GTS ainsi que les demandes d'association au réseau ne peuvent se faire que dans la CAP. Il est donc primordial, pour ne pas bloquer le réseau, de limiter la taille de la CFP au sein la supertrame.

#### IEEE 802.15.6
La topologie d'un réseau BAN est une topologie en étoile et il ne doit y avoir qu'un seul concentrateur. 
Les trames s'échangent entre le concentrateur et les nœuds.
La couche de liaison MAC a pour fonction de préparer la transmission et la réception des trames.
Elle permet d'optimiser la communication réseau (gestion des délais de réponse, acquittement des trames, contrôle des collisions et d’inactivité), ce qui joue un rôle important dans la consommation énergétique,.
Une collision se produit lorsque plus d'un paquet de données est transmis en même temps. Les paquets entrés en collision sont alors retransmis, ce qui engendre une consommation d'énergie supplémentaire.
Une seconde source de gaspillage d'énergies est l'écoute car chaque nœud écoute de façon active sur un canal libre pour la réception de données.
La troisième source de gaspillage est la sur-écoute (overhearing en anglais), c'est-à-dire l’écoute de paquets destinés à d'autres nœuds.
La dernière source est le sur-débit de trames de contrôle (overhead en anglais), ce qui signifie que des informations de commande sont ajoutées à la charge utile.
Les protocoles MAC de contention : CSMA/CA et de calendrier TDMA sont des protocoles de conservation d'énergie.
| Caractéristique                  | CSMA / CA | TDMA    |
| -------------------------------- | --------- | ------- |
| Consommation électrique          | Forte     | Faible  |
| Volume de trafic                 | Faible    | Forte   |
| Utilisation de la bande passante | Faible    | Maximum |

Dans un réseau WBAN, le caractère le plus important d'un protocole MAC est l'efficacité énergétique. Dans certaines applications, le dispositif doit supporter une autonomie de plusieurs mois ou années sans intervention, tandis que d'autres peuvent nécessiter une autonomie de seulement quelques dizaines d'heures en raison de la nature des applications. Par exemple, les défibrillateurs cardiaques et les stimulateurs cardiaques doivent avoir une durée de vie de plus de 5 ans, tandis qu'une pilule-caméra à avaler n'a qu'une durée de vie de 12 heures.
Ce protocole possède une bonne évolutivité et une bonne adaptabilité aux changements dans le réseau, de délai, de débit et de bande passante utilisée. Il est donc économe en énergie et adaptable aux différentes techniques de fonctionnement, ce qui est nécessaire pour réduire la gestion de l'écoute, des collisions de paquets et les problèmes de contrôle de paquets en général.
Voici différents types de protocoles existant ou proposé pour le BAN.
- IEEE 802.15.4 vu précédemment;
- H-MAC[note 41]: protocole MAC basé sur battements de cœur;
- DTDMA[note 42]: protocole dynamique TDMA;
- DTDMA basé sur la fréquence (Frequency-based DTDMA);
- DTDMA basé sur la préambule (Preamble-based TDMA);
- Protocole BodyMAC: .

Différents mécanismes permettent des économies d'énergie:
| Mécanismes d'économie d'énergie | Protocoles |
| ------------------------------- | ---------- |
| LPL                             | WiseMAC    |
| LPL                             | B-MAC      |
| LPL                             | STEM       |
| SC                              | S-MAC,     |
| SC                              | T-MAC,     |
| SC                              | P-MAC      |
| SC                              | D-MAC      |
| TDMA                            |            |
| FLAMA                           |            |
| LEACH                           |            |
| HEED                            |            |

Les mécanismes d'économie d'énergie tels que l'écoute faible puissance LPL, la contention programmée SC ou l'accès multiple par répartition dans le temps TDMA sont toujours analysés et discutés dans le cadre du BAN, néanmoins le protocole TDMA est considéré comme le protocole le plus fiable et le plus économe en énergie.

#### IEEE 802.11n, 11e et 11ah
Initialement, la norme IEEE 802.11 (Wi-Fi) n'est pas économe en énergie mais des progrès ont pu être faits via des optimisations des protocoles de niveau 2 et un changement optionnel du niveau 1 dans l'amendement 802.11ah.
En effet, comme toutes les technologies Wi-Fi, le « n » s’appuie sur l’architecture de la couche de contrôle d'accès au média MAC. Mais, contrairement aux autres versions du réseau sans fil, le IEEE 802.11n utilise deux types d’agrégation de trames : l’unité de données avec service d'agrégation A-MSDU et l’unité de données avec protocole d'agrégation MAC A-MPDU qui permettent, notamment, d’envoyer 2 bits, ou plus, par transmission. 
En comparant la consommation par bit des réseaux Wi-Fi a/g et Wi-Fi n, il ressort que, avec le mode A-MPDU activé, la consommation énergétique par bit transmis se voit considérablement réduite, jusqu’à plus de 75 % de gain, par rapport à un fonctionnement sans mécanisme d’agrégation.
La seconde version rédigée de la norme IEEE 802.11e, dédiée à l’application vocale, a été ratifiée en 2007. Elle est composée de trois éléments visant à améliorer la QoS : les extensions multimédia Wi-Fi WMM, qui définissent quatre ordres de priorités décroissantes (voix, vidéo, signalisation vers l’arrière, mode best effort) et un mode sauvegarde d'énergie WMM-PS (PS pour Power Save), qui vise à économiser les ressources énergétiques.
Enfin la variante 802.1ah a été introduite début 2016. Elle utilise des canaux plus étroits (1 MHz) dans une bande de fréquences sub-GHz, un niveau d’émission plus faible et introduit un mode veille (Power Saving Mode) ; ces modifications réduisent le débit maximum, mais permettent de diminuer considérablement la consommation d’énergie des terminaux pour les rendre compatibles avec un fonctionnement sur piles.
Différents protocoles MAC d'économies d'énergie sont adaptés pour les réseaux sans fil WLAN,:
| Mécanismes d'économie d'énergie | Protocoles                          |                                     |
| ------------------------------- | ----------------------------------- | ----------------------------------- |
| EC-MAC,                         | Dominating-Awake-Interval protocol, | Dominating-Awake-Interval protocol, |
| EC-MAC,                         | Dynamic Power Saving Mechanism,     |                                     |
| EC-MAC,                         | PAMAS,                              |                                     |
| PCM,                            | PCMA,                               | PCMA,                               |

### Couche réseau
Dans les réseaux ad hoc et en particulier les réseaux de capteurs, les protocoles de routage classiques à état de lien, type OSPF, ou à vecteur de distance, type RIP, basés sur les algorithmes de Dijkstra ou Bellman-Ford et utilisés dans les réseaux filaires ne sont pas adaptés pour les réseaux sans fil à faible consommation énergétique. En effet les algorithmes à état de lien fonctionnent en inondant le réseau et les algorithmes à vecteur de distance échangent des données mais seulement avec certains nœuds du réseau. Dans un réseau ad-hoc, les nœuds ne connaissent ni la topologie du réseau, ni la qualité des liens, il faut leur conférer le moyen de les découvrir et de construire des systèmes de communication autonomes. Ces protocoles classiques sont donc inefficaces et énergivores pour les réseaux de capteurs en particulier car ils créent de la surcharge.
Il est donc nécessaire d'optimiser la consommation énergétique au niveau réseau afin de maximiser la durée de vie des équipements.
En utilisant un algorithme de routage ad hoc efficace, on peut  par exemple réduire le nombre de transmissions et ainsi sauvegarder une quantité d'énergie significative.

#### ZigBee
À partir de la couche 3 du modèle OSI, les spécifications sont faites par l'alliance ZigBee.
La couche réseau est appelée ZigBee Network Layer, le routage est soit direct, soit indirect. 
Les algorithmes de routage suggérés par la ZigBee Alliance sont le routage hiérarchique (tree-routing) et le protocole de routage à la demande pour les réseaux ad-hoc à vecteur de distance AODV.
- Le routage est direct lorsqu’un dispositif voulant transmettre des données connaît l’adresse réseau du destinataire. Cette adresse est donc transmise dans le paquet pour atteindre et agir sur le dispositif prévu.
- Le routage indirect se fait lorsqu’un dispositif ne connaît pas l’adresse du destinataire. Un équipement de type routeur ou coordinateur fait la relation avec le vrai destinataire d’après la table de routage et la table de découvertes des routes. Un dispositif qui n’a pas les capacités de routage doit router les données suivant le routage hiérarchique (en remontant l’arbre)[111].

La table de routage contient les données sur les destinataires. Il s’agit de l’adresse de destination de la route et du prochain dispositif à atteindre pour se « rapprocher » du destinataire.
La table de découverte d’une route contient les informations sur les sources du message. Elle stocke l’adresse d’origine du dispositif qui a fait la demande et l’adresse du dispositif qui va transmettre les données en tant qu’intermédiaire (entre la source et la destination). Elle contient aussi les coûts de transmission entre la source jusqu’au nœud actuel et du nœud jusqu’au destinataire. Elle peut donc adapter la route pour être plus performante en mettant à jour les adresses à utiliser.
Le choix d’une route, lorsque plusieurs routeurs en parallèle relaient l’information, se fait par rapport au routeur (ou coordinateur) au niveau du deuxième nœud au minimum. Lors de la demande de création de route, la table va recevoir plusieurs demandes à partir de la même adresse d’origine. Elle va alors comparer les « coûts » de transmission pour choisir le chemin ayant le coût le plus faible.
Ainsi, en réduisant un nombre important de transmissions de données entre le routeur et les équipements, la consommation d'énergie de la batterie sera moindre. De cette façon, la durée de vie du nœud est également améliorée.

#### Protocoles de routage proactifs
Dans un protocole de routage proactif, un système d’échange périodique de paquets de contrôle est mis en place de telle sorte que chaque nœud puisse construire de façon distribuée la topologie du réseau.
Ainsi chaque nœud met périodiquement à jour ses tables de routage lors de la réception des paquets de contrôle et maintient une ou plusieurs tables, qui permettent d’atteindre tous les autres nœuds du réseau. Lorsque la topologie du réseau évolue, les nœuds diffusent des messages de mise à jour à travers tout le réseau.
Les principaux protocoles proactifs sont le protocole de routage à état de lien optimisé OLSR, le protocole basé sur le vecteur de distance à destination dynamique séquencée DSDV et le routage à état de l’œil du poisson FSR:
- OLSR[note 66] est un protocole de routage inspiré de la norme HiperLAN, il minimise l’inondation du réseau par des messages de contrôle. Il n’utilise que quelques nœuds, appelés relais multipoint, pour diffuser ces messages. Le protocole fonctionne de façon complètement distribuée et ne dépend de ce fait d’aucune entité centrale[113];
- DSDV[note 67] utilise l'algorithme Bellamn-Ford pour calculer les routes mais lui apporte quelques améliorations. Chaque nœud maintient une table de routage qui contient toutes les destinations possibles et le nombre de sauts nécessaires pour atteindre la destination ainsi qu'un numéro de séquence qui correspond à un nœud destination. Chaque nœud du réseau transmet périodiquement sa table de routage à ses voisins directs. Le nœud peut aussi transmettre sa table de routage si le contenu subit des modifications significatives par rapport au dernier contenu envoyé. Le numéro de séquence permet à tout moment de se renseigner sur la validité des routes, ce qui permet de résoudre le problème de boucle de routage et du comptage à l'infini et permet d'être efficace en délai de transmission[113];
- FSR[note 68] est un protocole de type état des liens. Son originalité réside dans le fait que chaque nœud propage les informations sur son voisinage local avec une fréquence qui dépend du nombre de sauts qu’un paquet doit effectuer. Par conséquent, si un nœud veut obtenir des informations précises sur son voisinage local, les informations concernant les nœuds à grande distance lui sont moins disponibles[114].

#### Protocoles de routage réactifs
Un protocole réactif ne calcule pas d’information topologique avant que celle-ci soit rendue nécessaire par la demande de route d’un paquet vers une destination par une application, ce type de protocole est donc plus adapté à des réseaux de capteurs. Le protocole crée uniquement une route à la demande d’une application qui souhaite envoyer un paquet vers une destination, via la diffusion d’une requête dans tout le réseau. La réponse à cette requête en diffusion permet à la source d’obtenir les informations topologiques concernant cette route. Durant cette phase de recherche de route, le paquet IP est mis en attente jusqu’à ce qu’une route soit trouvée,.
Les principaux protocoles réactifs sont le protocole de routage à la demande pour les réseaux ad-hoc à vecteur de distance AODV et le routage à source dynamique DSR:
- AODV[note 65] est un protocole de routage réactif de type vecteur de distance. Il reprend certains principes de DSDV[note 67] mais réduit la surcharge (overhead) en ne calculant que les routes sur demande et en limitant la répercussion des modifications de la topologie aux seules routes en cours d’utilisation[115],[113];
- DSR utilise une technique de routage à la source dans laquelle les nœuds intermédiaires ne doivent pas nécessairement garder trace de la route, c'est l'émetteur qui connait la route complète, stockée en cache. Cela permet de résoudre facilement le problème des boucles. Chaque paquet contient dans son en-tête la liste complète des adresses des nœuds à traverser vers la destination. DSR fonctionne de façon quasi similaire à AODV[note 65],[116].

#### Protocoles de routage hybrides
Les protocoles de routage hybrides allient généralement les modes proactif et réactif.
En effet dans ce système, on conserve la connaissance locale de la topologie jusqu’à un certain nombre restreint de sauts via un échange périodique de trames de contrôle, donc par une technique proactive. Quant aux routes vers des nœuds plus lointains, celles-ci sont obtenues via l’utilisation de paquets de requête en diffusion, donc par une technique réactive.
Les principaux protocoles hybrides sont le protocole de routage par zone ZRP, le protocole de routage basé sur les groupes CBRP ou encore le protocole de routage  hiérarchique de regroupement à faible énergie adaptatif LEACH:
- ZRP[note 70] définit pour chaque nœud une zone de routage, qui inclut tous les nœuds dont la distance minimale à ce nœud est x. Les nœuds qui sont exactement à la distance x sont appelés nœuds périphériques. Pour trouver une route vers des nœuds situés à une distance supérieure à x, ZRP[note 70] utilise un système réactif, qui envoie une requête à tous les nœuds périphériques. ZRP[note 70] met pour cela en œuvre deux types de fonctionnement : le protocole de routage intrazone IARP[note 73] et protocole de routage interzone IERP[note 74]. IARP[note 73] donne toutes les routes jusqu’à une distance x, selon une technique proactive et IERP[note 74] donne les routes pour des destinations à plus de x sauts d’une façon réactive[117];
- CBRP[note 71] et LEACH[note 72] utilisent un mécanisme de routage hiérarchique à deux niveaux. ils définissent une notion de grappe de serveurs ou cluster de stations: c’est un groupe de stations formé de membres et d’une tête de cluster, chaque membre du cluster étant à portée radio directe d’une tête de cluster. Les têtes de cluster assurent la connectivité de tout le réseau, les nœuds du réseau passent par les têtes de cluster[118].

À noter qu'il existe beaucoup d'autres protocoles :
- que ce soit de type proactif tels que le protocole de routage sans fil WRP[note 75], le protocole de routage à état global GSR[note 76], par exemple, ainsi que leurs variantes;
- de type réactif tels que l'algorithme de routage ordonné temporellement TORA[note 77], ou le routage basé par association pour les réseaux Ad hoc ABR[note 78];
- de type hybride comme EHRA qui permet de réduire la surcharge (overhead) et de sélectionner le nœud ayant la meilleure réserve énergétique comme routeur[119].

### 6LoWPAN
6LoWPAN, acronyme pour IPV6 over Low Power Wireless Personal Area Networks, (IPV6 pour les réseaux personnels sans fil à faible consommation), est le résultat d'un des groupes de travail d'ingénierie Internet IETF qui propose une adaptation du protocole IPv6 au monde des réseaux personnels sans fil. L'objectif, à terme, est de pouvoir bénéficier des possibilités offertes par de grands réseaux tels qu'Internet sur du matériel IEEE 802.15.4. Les grands principes de 6LoWPAN sont définis par la RFC4919, les mécanismes traitant spécifiquement de l'interopérabilité 6LoWPAN/IEEE 802.15.4 sont définis dans la norme RFC4944.
L'une des fonctionnalités offertes par 6LoWPAN est la possibilité d'adresser directement tout capteur depuis Internet, sans passer par une passerelle ou un proxy, comme c'est nécessaire avec le protocole ZigBee. 
6LoWPAN propose un mécanisme de compression d'en-tête, et d'encapsulation, permettant aux paquets IPv6 d'être transmis sur un réseau IEEE 802.15.4.

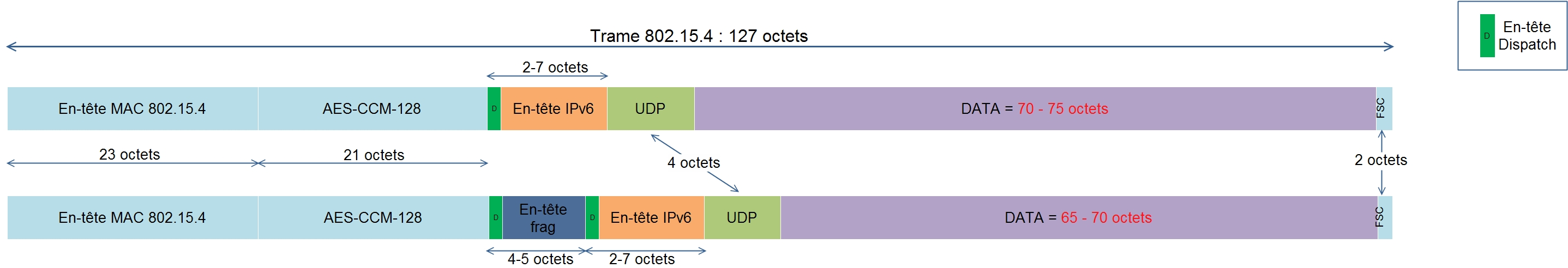
Trame 802.15.4 sur IPv6 avec compression de l'entête IPv6 et entête de fragmentation.

Le challenge est grand puisqu'il consiste à transporter des paquets, venant d'un backbone IPv6 transmis à haut débit, qui peuvent être volumineux, dans des trames d'une capacité d'une centaine d'octets, et transmises avec un faible débit, par des nœuds ayant une capacité de traitement limitée,.
Plusieurs protocoles de routage ont été développés par la communauté 6LoWPAN, tels que le protocole de routage léger à vecteur de distance pour réseaux Ad hoc LOAD, le protocole de routage à la demande pour les réseaux mobiles ad hoc à faible consommation DYMO-LOW et le routage hiérarchique pour réseaux 6LoWPAN HI-LOW,.
Aujourd'hui, il existe deux protocoles en particulier :
- le protocole de routage léger à vecteur de distance pour réseaux Ad hoc LOADng[note 86], le successeur de LOAD[note 83]. Ce protocole est standardisé par l'ITU[note 87] sous la norme ITU-T G.9903[129],[130]. Ce standard est utilisé par exemple dans le cadre du programme Linky de compteurs électriques communicants d’ERDF[note 88],[131];
- Le protocole de routage pour les réseaux à basse puissance et avec pertes RPL[note 89], un protocole réactif[130].

## Comparaison des solutions existantes
|                                | ZigBee               | Rubee                    | Wibree                        | Z-wave         |
| ------------------------------ | -------------------- | ------------------------ | ----------------------------- | -------------- |
| Standard                       | IEEE 802.15.4        | IEEE P1902.1             | Bluetooth h (IEEE 802.15.1)   | Zensys Corp.   |
| Consommation d'énergie         | 15 mW                | 40 nW                    | 0,147 mW                      | 1 mW           |
| Fréquence (en hertz)           | 2.4G/915M            | 131K                     | 2.4G                          | 908/860M       |
| Débit (Kb/s)                   | 20-250               | 9.6                      | 1000                          | 9.6            |
| Portée                         | 75 m                 | 15 m                     | 10 m                          | 100 m          |
| Type de modulation             | BPSK/QPSK            | BPSK                     | GMSK                          | FSK            |
| Codage                         | DSSS                 | Codage Marque Biphasique | FHSS                          | Manchester NRZ |
| Mode d'accès                   | CSMA/CA              | N/A                      | CSMA/FDMA                     | N/A            |
| Taille du réseau (nb de nœuds) | 64000                | 8                        | 8                             | 232            |
| Topologie du réseau            | Mesh, ad-hoc, étoile | pair-à-pair              | Ad hoc, point-à-point, étoile | MESH           |
| Chiffrement                    | AES 128              | AES                      | AES 128                       | TDES           |
| Protection des données         | CRC 16 bits          | N/A                      | CRC 24 bits                   | N/A            |

Le tableau 1 montre que la consommation énergétique de Rubee est de l'ordre du nanowatt, soit 10-9 watt, donc largement plus économe que les autres technologies dont la consommation respective est exprimée en milliwatt, soit 10-3 watt (voir page Ordre de grandeur (puissance)).
| Protocole     | Protocole     | Protocole     | Consommation d'énergie (mode) | Consommation d'énergie (mode) | Consommation d'énergie (mode) |
| Protocole     | Protocole     | Protocole     | endormi                       | transmission                  | réception                     |
| ------------- | ------------- | ------------- | ----------------------------- | ----------------------------- | ----------------------------- |
| IEEE 802.15.4 | IEEE 802.15.4 | IEEE 802.15.4 | 0.06 µW                       | 36.9 mW                       | 34.8 mW                       |
| ANT           | ANT           | ANT           | 1.8 µW                        | 39 mW                         | 33.9 mW                       |
| ONE-NET       | ONE-NET       | ONE-NET       | 0.3 µW                        | 63 mW                         | 57.9 mW                       |
| ENOcean       | ENOcean       | ENOcean       | 0.6 µW                        | 99 mW                         | 72 mW                         |
| Z-Wave        | Z-Wave        | Z-Wave        | 8.25 µW                       | 75,9 mW                       | 120 mW                        |
| Wimax         | Wimax         | Wimax         | 33.6 µW                       | 224 mW                        | 358 mW                        |
| Bluetooth     | Bluetooth     | Bluetooth     | 330 µW                        | 215 mW                        | 215 mW                        |
| Wi-Fi         | Wi-Fi         | Wi-Fi         | 6600 µW                       | 835 mW                        | 1550 mW                       |

Le tableau 2 montre que IEEE 802.15.4, ANT et ONE-NET ont les transmetteurs/récepteurs les plus économes en énergie, IEEE 802.15.4 a le meilleur mode de sauvegarde d'énergie. En fonction de la durée d'endormissement (sleep mode), ONE-NET et EnOcean sont plus efficaces au niveau de la consommation énergétique que ANT. 
N.B: La valeur IEEE 802.15.4 englobe ZigBee, 6LoWPAN Sans fil, CERF, ISA 100 et les protocoles propriétaires WiMi et SimpliciTI.

## Systèmes avec collecte d'énergie
La récolte d'énergie (energy harvesting en anglais) n'est pas une technique nouvelle, mais ce qui est nouveau c'est la manière de construire des systèmes de récolte d'énergie efficaces pour des systèmes intégrés, type capteurs sans fil, en satisfaisant toutes leurs contraintes. Les éoliennes, par exemple, et les générateurs hydroélectriques sont utilisés depuis longtemps et les panneaux solaires ont fait fonctionner des satellites et des stations spatiales pendant des décennies. Il est donc possible de miniaturiser ces sources d'alimentation et de les utiliser dans le cadre des systèmes intégrés. Cependant, les mises en œuvre directes aboutissent souvent à une efficacité faible.
La recherche d'efficacité énergétique doit donc être faite à plusieurs niveaux: 
- au niveau de la transformation d'une forme d'énergie à un autre (par exemple, de la lumière à l'électricité);
- au niveau du transfert de la source d'énergie au système d'alimentation de l'équipement;
- au niveau du stockage de l'énergie récoltée;
- au niveau de la consommation lors de l'utilisation de l'équipement.

Il est crucial de considérer ces techniques comme un ensemble, dans le contexte du système entier, ou alors le gain obtenu à un niveau pourrait se faire au prix d'une perte d'efficacité globale rendant finalement le système beaucoup moins efficace qu'auparavant. 
Les formes d'énergie qui peuvent être récoltées sont d'ordre mécanique, thermique, photovoltaïque, électromagnétique, biologique ou chimique,. Par exemple, au niveau de l'énergie mécanique, les techniques les plus répandues sont la force du vent, le mouvement des membres du corps humain, la tension, les vibrations ou bien encore la rotation des roues d'une voiture. 
Autres exemples, le différentiel de chaleur peut aussi être utilisé pour produire de l'électricité ou bien encore la lumière qui reste la source la plus connue. 
Ainsi, ces techniques permettent de compléter l'alimentation des équipements voire de les rendre autonomes en énergie.
Le marché de ces dispositifs pourrait passer de 10 millions d'unités en 2013 à 18.7 millions d'unités en 2020 et remplacer peu à peu les batteries des appareils portables ou les dynamos sur les vélos.